# Zenochloris barbicauda
Zenochloris barbicauda là một loài bọ cánh cứng trong họ Cerambycidae.